# كايلي ترافيس
كايلي ترافيس (بالإنجليزية: Kylie Travis)‏ هي عارضة وممثلة أسترالية، ولدت في 27 أبريل 1966 في لندن في المملكة المتحدة.

## أعمال

### أفلام
- (1998) جيا

## وصلات خارجية
- كايلي ترافيس على موقع IMDb (الإنجليزية)
- كايلي ترافيس على موقع ألو سيني (الفرنسية)
- كايلي ترافيس على موقع أول موفي (الإنجليزية)
- كايلي ترافيس على موقع قاعدة بيانات الأفلام السويدية (السويدية)
- كايلي ترافيس على موقع قاعدة بيانات الفيلم (الإنجليزية)
- كايلي ترافيس على موقع كينوبويسك (الروسية)